# Associazione Sportiva Orceana Calcio
L'Associazione Sportiva Orceana Calcio è la squadra di calcio della città di Orzinuovi (BS). Milita nel girone C del campionato di Eccellenza Lombardia. Ha partecipato a quattro campionati di Serie C2, nelle stagioni 1985-86, 1986-87, 1988-89 e 1989-90.

## Storia
La società nasce nel 1919 così come riportato dall'Annuario Generale Sports e Turismo.
Non si affiliò subito alla FIGC probabilmente solo per motivi logistici, essendo troppo lontana dalle principali società di provincia in attività. Disputò incontri a carattere locale con le squadre limitrofe quali la Pro Palazzolo, il Casalbuttano e la Soresinese.
La prima affiliazione arrivò nel 1921 in corrispondenza della scissione in due Federazioni, ma non per la F.I.G.C., bensì per la C.C.I.. Tuttavia non partecipò all'attività ufficiale perché, malgrado il congruo numero di società affiliate, ben poche squadre, date le "enormi" distanze per l'epoca, andarono a comporre il girone CR-MN-BS della Terza Divisione Lombarda della C.C.I..
Affiliatasi alla F.I.G.C. (Comitato Regionale Lombardo) partì dallo scalino più basso del campionato italiano fino ad ottenere la promozione ai gironi interregionali di Seconda Divisione 1929-1930 e da qui alla Prima Divisione (campionato nazionale) a cui, dopo aver raggiunto nell'ultima stagione il centro classifica, dovette rinunciare per la partenza di troppi giovani per la Guerra in Africa Orientale.

L'Orceana della stagione 1985-1986, neopromosso in Serie C2.

Al ritorno all'attività sportiva ufficiale dopo la seconda guerra mondiale, la società chiese ed ottenne dalla Commissione FIGC presieduta dall'Avvocato Giovanni Mauro di poter partecipare ai campionati di Serie C, e così come molte altre società la ottennero.
Rientrata nei ranghi regionali retrocedendo dalla Promozione, l'Orceana rimase per 30 anni nelle categorie inferiori fino all'arrivo del Presidente Ulrico Sareni, che sponsorizzò la società personalmente insieme all'industria di abbigliamento sportivo Tepa Sport, che accompagnò la società fino all'ingresso in Promozione regionale. I successi portarono i biancoblu alla repentina scalata della Serie C2, che tuttavia incrinò le casse della squadra.
Alcuni dirigenti andarono a rifondare la società in ambito dilettantistico, mentre l'altra società retrocedeva fino all'Eccellenza per poi riprendersi quando, ceduto il titolo sportivo alla Club Azzurri di Brescia (che dopo diversi tentativi infruttuosi aveva finalmente la possibilità di arrivare alle categorie nazionali), ritornava nei ranghi del Campionato Nazionale Dilettanti.
Dopo il cambio di denominazione in Orceana Club Azzurri i biancoblu lasciavano definitivamente Orzinuovi per andare a giocare al Mompiano. Dopo 4 retrocessioni consecutive fino alla Terza Categoria, la società Club Azzurri venne sciolta, mentre ad Orzinuovi la Nuova Orceana riportava al massimo livello regionale il calcio orceano. La squadra viene inserita nel girone C di Eccellenza Lombardia. A fine stagione ottiene il 14º posto, raggiungendo la salvezza nel play-out vinto contro l'Orsa.

## Palmarès

### Competizioni nazionali
- Campionato Interregionale: 2

1984-1985 (girone C), 1987-1988 (girone C)

### Competizioni regionali
- Campionato italiano di terza divisione: 1

1929-1930 (girone F)
- Prima Divisione: 1

1948-1949 (girone I)
- Promozione: 1

1983-1984 (girone C)
- Prima Categoria: 1

1981-1982 (girone A)
- Seconda Categoria: 2

1995-1996 (girone T), 2007-2008 (girone G)

### Documenti della F.I.G.C.
- Comunicati Ufficiali Regionali F.I.G.C. pubblicati dalla Gazzetta Dello Sport - 1919-20 e 1920-21.
- Comunicati Ufficiali Regionali della C.C.I. pubblicati dalla Gazzetta Dello Sport edizione Nord Italia conservata presso le Biblioteche "Nazionale Braidense" di Milano e "Comunale Sormani" di Milano (giornale microfilmato).
- Comunicati Ufficiali Regionali pubblicati dal giornale Il Littoriale dal 1928 al 1932 (ora Corriere dello Sport) presso Il Littoriale.
- Archivio Storico del Calcio Lombardo - Comitato Regionale Lombardo F.I.G.C., Comunicati dal 1931-32 a oggi.
- Ristampa dei Comunicati Ufficiali F.I.G.C. dal febbraio 1949 al 1959
- Comunicati Ufficiali della Presidenza Federale F.I.G.C. (dal 1919), Lega Nord (dal 1922), D.D.S. (dal 1926) e Direttorio Federale (dal 1926)

### Almanacchi
- Annuario del Football di Guido Baccani, De Agostini Editore, 3 edizioni: 1913-14, 1914-15 e 1919-20; presso B.N.C.F. (Firenze). Contiene l'elenco delle società affiliate al momento in cui va in stampa (tra agosto e settembre). Conservati presso la Biblioteca Universitaria Estense di Modena.
- Annuario Generale Sports e Turismo, Milano 1925: B.Univ.Brera, Milano e Comunale Sormani. Contiene l'elenco delle società affiliate (anche U.L.I.C.) e i rispettivi direttivi. (2 volumi di circa 4000 pagine totali).
- Annuario Italiano del Giuoco del Calcio di Luigi Saverio Bertazzoni - 4 volumi editi a Modena: 1927, 1929, 1930 e 1931; presso B.Univ. "Estense" di Modena e B.N.C.F. di Firenze. Contiene l'elenco delle società affiliate e i rispettivi direttivi, ma solo per la prima edizione (1927). Cronistoria completa dell'U.L.I.C..
- Annuario degli Enti Federali e delle Società - F.I.G.C. stagioni 1951-52, 1952-53, dal 1954-55 al 1956-57 e dal 1963 ad oggi (compresi gli annuari Regionali della Lombardia) - presso C.R.Lombardia e Lega Nazionale Professionisti, Milano.